# 天主教貝納多圖埃托教區
天主教貝納多圖埃托教區（拉丁語：Dioecesis Cervi Lusci）是阿根廷一個羅馬天主教教區，屬羅薩里奧總教區。
教區成立於1963年8月12日，位於聖菲省西南部。2010年有教友206,000人（佔轄區總人口89.8%）、四十三個堂區、卅三名司鐸。現任教區主教為古斯塔夫·阿瑟·海爾普。